# Malift Air
Malift Air of Malila Airlift was een Congelese luchtvaartmaatschappij met haar thuisbasis in Kinshasa.

## Geschiedenis
Malift Air is opgericht in 1995 door Mario Malila.
De maatschappij is opgeheven in 2009.

## Vloot
De vloot van Malift Air bestaat uit:(april 2007)
- 1 Antonov AN-26B